# Betkampanj

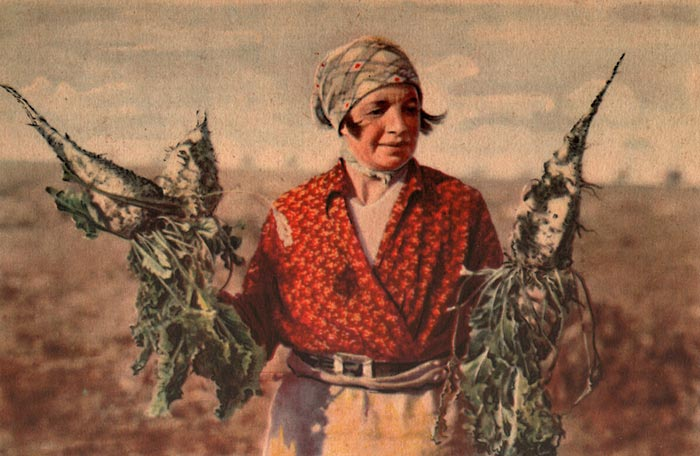
Från betkampanjen i Skåne på 1930-talet. Allt arbete - hackning, gallring och upptagning - skedde då för hand och sysselsatte många människor, även tillresta från andra landskap (och före första världskriget även galizier).

Betkampanj är den tid då ett sockerbruk tar emot sockerbetor, alternativt skördetiden eller mer allmänt hanteringen kring skörd och bidarebearbetning. Inom den svenska sockerindustrin har den andra definitionen varit den mest använda under 1900-talet.

## Begrepp
Vid sidan av själva betkampanjen finns två tidsrelaterade begrepp:
- Efterkampanj är tiden närmast efter en betkampanj då bland annat rengöring av maskiner pågår.
- Mellankampanj är tiden mellan två betkampanjer. Ibland inräknas efterkampanj i mellankampanjen.

Betkampanjen kännetecknas av många tunga långsamma smutsiga fordon på landsvägarna under en kort men hektisk period kring september-oktober. I Skåne och på Öland är det en vanlig syn att se massor av traktorer med släp lastade med sockerbetor långt över flaken på väg till närmaste sockerbruk (från och med betkampanjen 2006 finns enbart Örtofta sockerbruk att åka till för att lämna betorna i Sverige). 
Gotländska sockerbetsodlare körde istället betorna till Klintehamn där de skeppades till Simrishamn för vidare transport till Köpingebro. Efter skörden 2006 stängdes fabriken och nästa år skeppades betorna experimentellt till en spritfabrik i Moelv i Norge, som vanligtvis använt sig av potatis. Det fanns förhoppningar om att starta ett bränneri på Gotland, vilket inte blev av. Från 2009 kunde de kvarvarande sockerbetsbönderna söka bidrag för att ställa om till annan odling.
När sockerbruket väl fått in betorna och börjat processera dem till först råsocker och sedan raffinerat till färdigt socker, uppstår under tiden från det spill som blir över av sockerbetorna, vilket kallas melass, en speciell doft som kan kännas tydligt på ett avstånd av cirka en mils diameter från sockerbruket. Många uppfattar denna doft som något lätt obehagligt, medan andra tycker att den hör hösten till. Melassdoften avtar dock efter att sockerbetorna processerats till råsocker då den verkligt tidsödande uppgiften att göra råsockret till färdigt vitt socker tar vid. Den senare uppgiften tar månader.
Betkampanjen pågår från hösten till tidig vår, då sockerbruken avslutat sin behandling av sockerbetorna. Därefter väntar mer än ett halvårs stillhet på sockerbruket, tid som används för att underhålla maskiner och lokaler m.m. under tiden som bönderna påbörjat en ny sådd.

## Historia
Betkampanjen har historiskt sett varit livsviktig för flera kringverksamheter lokalt, inte minst för flera av järnvägarna i Skåne och på Gotland. Många trafiksvaga banor kunde länge överleva tack vare att höstens betkampanj betydde betydande godstransporter till sockerbruken som låg längs banan. Efter beslut från jordbrukarna själva att från och med 1954 års betkampanj transportera sockerbetorna med traktorer och andra motorfordon på landsvägarna till sockerbruken istället för att använda järnvägarnas lastplatser blev flera järnvägar i Skåne inom det närmaste decenniet tvungna att läggas ned.
Maskiner för betupptagning började i Sverige att användas år 1949.

### Betkampanjens längd
Betkampanjens längd beror på fabrikernas avverkningsförmåga och betornas mängd. Betkampanjen började förr vanligtvis under den första halvan oktober, men nuförtiden oftast i september. Exempel på betkampanjernas längd året 1910/11. Lidköping 11 dagar, Genevad 38 dagar, Roma 92 dagar och Örtofta 90 dagar. Betkampanjens längd vid Arlövs Sockerbruk år och antal dagar  1875/76 150, 1878/79 80 1898/99 58, , 1911/12 47, 1921/22 76, 1942/43 60. Sockerbruken behövde anställa en stor mängd extra arbetare under betkampanjerna. Året 1910/11 anställdes 4 189 kampanjarbetare vid de svenska råsockerbruken. Deras sysselsättning då de ej arbetade på sockerbruket var följande: jordbruksarbetare 32%, grovarbetare 27%, byggnadsarbetare 11%, småbrukare, torpare 6%, tegelbruksarbetare 6%, fiskare 4%.
| År      | Antal betodlare | Antal hektar | Sockerbetor i ton | Tillverkad mängd socker i ton |
| ------- | --------------- | ------------ | ----------------- | ----------------------------- |
| 1894/95 | ?               | 21 627       | 628 450           | a) 72 891 b) 64 597           |
| 1910/11 | 17 836          | 35 134       | 1 105 113         |                               |
| 1928/29 | 20 874          | 42 616       | 1 090 895         | a) 160 017                    |
| 1944/45 | 28 745          | 54 990       | 1 803 000         |                               |
| 1978/79 | 9 562           | 52 001       | 2 246 860         | b) 311 000                    |
| 1989/90 | 7 172           | 50 164       | ca 2 440 000      |                               |
| 2009/10 | 1 680           | 31 337       | 2 405 800         |                               |
| 2021/22 | 980             | 28 700       | ca 2 050 000      |                               |

a) råsocker   b) raffinerat socker